# Pitigrilli
Pitigrilli (Dino Segre: Turín, 9 de mayo de 1893-ibíd., 8 de mayo de 1975) fue un escritor italiano.

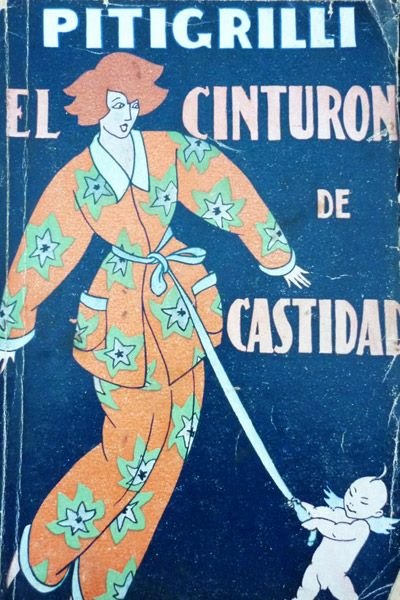
El Cinturón de Castidad (1921), Pitigrilli. Portada de una edición en español publicada por la casa editorial B. Bauzá, Barcelona, década de 1930.

## Biografía
Hijo de David Segre, de religión judía y de Lucia Ellena, católica, quien lo hizo bautizar con el desconocimiento del padre. Se graduó en Leyes en la Universidad de Turín en 1916.
Formó pareja por poco tiempo con la poetisa Amalia Guglielminetti. Se desempeñó como periodista y escritor de novelas.
En 1921 publicó Cocaina, una de sus obras más conocidas.
En 1924 fundó la revista literaria Grandi Firme, la cual atrajo un público de jóvenes literatos. La revista se editó hasta 1938, cuando el gobierno fascista la prohibió.
A partir de 1930 viajó por Europa, estableciéndose primordialmente en París, alternando breves períodos de permanencia en Italia. Regresó a Italia en 1940, arriesgándose a ser detenido por ser judío, y se mudó con su familia a Suiza en 1943, donde se quedó hasta 1947.
En 1948 viajó a la Argentina, donde se radicó por diez años. Regresó a Europa, permaneciendo más que nada en París con ocasionales visitas a su casa en Turín. Murió en esta última ciudad.